# Луковичен кърлеж
Луковичните кърлежи (Rhizoglyphus echinopus) са вид паякообразни от семейство Acaridae.
Таксонът е описан за пръв път от Шарл Филип Робен през 1868 година.